# Alfonso Álvarez Cáccamo
Alfonso Álvarez Cáccamo   (Vigo, 23 d'octubre de 1952 - Vigo, 4 de març de 2024) va ser un escriptor gallec, fill del també escriptor Xosé María Álvarez Blázquez. Estudià filosofia i lletres i magisteri, i treballà com a professor a Panxón-Nigrán. Va ser col·laborador dels diaris Faro de Vigo i A Nosa Terra.

## Obra publicada
- Peito de vimbio, 1988 (novel·la)
- As baleas de Eduardo Reinoso, 1990 (novel·la, premi xerais)
- O eco de Ramallón, 1992 (relats)
- Xente de mala morte, 1993 (relats)
- Xosé Mª Álvarez Blázquez, 1994 (biografia)
- Catapulta, 1995 (relats)
- O Espírito de Broustenac, 1996 (novel·la)
- Contos mamíferos, 1998 (relats)
- Na flor do vento, 1999 (poemari)
- O Bosque de Levas, 2002 (novel·la)